# Фондација Live Rich
Фондација Live Rich je приватна, донаторска фондација основана са циљем да кроз своје активности и ресурсе унапреди живот у граду Ужицу . Један од главних циљева фондације је да допринесе стварању бољих услова за развој и едукацију деце и младих у Ужицу.

## Историјат
Фондација је основана у јулу 2018. године у Ужицу. Оснивач фондације је америчка компанија LIVE RICH GROUP LCC, чији је власник Дејан Стојић, рођени Ужичанин. Седиште предузећа се налази у улици Милоша Обреновића бб, Ужице. Управитељ фондације је Марија Ждеро, а чланови управног одбора су Дејан Стојић, Станимир Дробњаковић и Жељко Стевановић. Неки од пројеката фондације до сада су изградња игралишта за децу у Крчагову, реновирање школске трпезарије у Првој основној школи Краља Петра II Ужицу, , Реновирање дечијег боравка у Првој основној школи Краља Петра II Ужицу,,  Дугогодишња континуирана подршка и спровођење НТЦ програма уУжицу на нивоу вртићког и школског узраста.
Основни циљеви фондације су: 
- Промовисање, заштита и унапређење едукације и образовања
- Промовисање,заштита и унапређење науке и образовања
- Промовисање заштита и унапређење бриге о деци и младима
- Унапређење квалитета живота